# San Paolo fuori le Mura
Basilica di San Paolo fuori le Mura (Sankt Paulus utanför murarna) är en fornkristen basilika i Rom, helgad åt aposteln Paulus. Basilikan återuppbyggdes efter en eldsvåda 1823. Den är en av de fyra antika större basilikorna (basilicae maiores) i Rom (inklusive Peterskyrkan i Vatikanstaten). Den hör även till sju påvliga basilikor och fram till 2006 till de patriarkala basilikorna.

## Historia
San Paolo fuori le Mura grundades av den romerske kejsaren Konstantin den store och konsekrerades av påve Silvester I år 324. Enligt traditionen är kyrkan uppförd på platsen där aposteln Paulus begravdes. Efter hans avrättning (vid Tre Fontane) och begravning, satte de som följt honom upp ett minnesmärke över graven kallat cella memoriae.
År 386 påbörjade kejsar Theodosius arbetet med att bygga en mycket större och vackrare basilika men arbetet inklusive mosaiken blev inte klart förrän under påven Leo I:s pontifikat. Den kristne poeten Prudentius beskriver monumentets storslagenhet i några uttrycksfulla rader. Då basilikan även tillägnades helgonen Taurinus och Herculanus, martyrer i Ostia på 400-talet, kallades den "Basilica trium Dominorum".
Av den antika basilikan återstår endast delar av absiden med triumfbågen med mosaik; absidmosaiken och Arnolfo di Cambios ciborium över confessio är från 1200-talet. I den gamla basilikan hade varje påve varsitt porträtt placerat i en fris som sträckte sig över kolonnerna vilka åtskilde mittskepp och sidoskepp.
År 937, då Odo av Cluny kom till Rom, överlämnade Alberico II klostret och basilikan till sin församling och Odo gav Balduine av Monte Cassino makten. Påve Gregorius VII var abbot vid klostret. Under hans tid beställde Pantaleone av Amalfi de stora bronsportarna till basilikan, vilka utfördes av konstnärer från Konstantinopel. Påve Martin V överlämnade skötseln av dem till munkarna av församlingen Monte Cassino. Klosterkyrkan blev då en helt vanlig kyrka. Abbotarnas makt sträckte sig över distrikten Civitella San Paolo, Leprignano och Nazzano, var och en utgörande en egen församling; församlingen San Paolo i Rom låg dock under kardinalens kontroll.
Klostret i komplexet uppfördes 1220–1241. Sakristian innehåller välgjorda statyer föreställande påven Bonifatius IX. På påven Gregorius I:s tid fanns det två klosterkomplex nära basilikan: Sankt Aristus för män och Sankt Stefans för kvinnor. Tjänster i kyrkan genomfördes med hjälp av en särskild grupp av präster installerade av påven Simplicius. Under årens lopp började klosterkomplexen och prästerskapet att förfalla. Påve Gregorius II återställde klosterkomplexet och gav munkarna förtroendet att sköta basilikan.
Påvarna fortsatte sedan under åren att visa generositet till klostret. Basilikan skadades under saracenska invasionen på 800-talet. Som en konsekvens av detta såg påve Johannes VIII till att bygga en mur runt klostret och allmogens bostäder, och grundade med detta staden Joannispolis, vilken man mindes ännu på 1200-talet.

## Rekonstruktion
År 1823 började en brand i basilikan på grund av ett misstag av en arbetare som reparerade blytaket. Basilikan brann ner till grunden. Som den enda av kyrkorna i Rom hade den bevarat sin primitiva karaktär i 1435 år. Hela världen bidrog därför med medel till kyrkans restaurering. Vicekungen i Egypten sände alabasterpelare och den ryske tsaren gav värdefull malakit och lapis lazuli till tabernaklet. Arbetet på huvudfasaden mot Tibern färdigställdes på bekostnad av Italiens regering som förklarat kyrkan som ett nationellt monument. Insidan av väggarna i mittskeppet har scener från aposteln Paulus liv i två serier med mosaiker. Fönstren är i alabaster, inte i glas.

## Utgrävningar
Åren 2002–2006 genomfördes en stor arkeologisk utgrävning i kyrkan under ledning av arkeologen Giorgio Filippi. Bland annat fann man under högaltaret en sarkofag som har varit arrangerad så att pilgrimer lätt har kunnat komma i närheten av den. Ett hål i sarkofagen har möjliggjort för pilgrimerna att beröra de inneslutna relikerna med tygklutar, som på så sätt blev till reliker av tredje klassen. Sarkofagens placering och en inskription i dess närhet gör att arkeologerna anser sig ha funnit vad som vördades som aposteln Pauli grav. År 1823 års förödande eldsvåda och den därpå följande ombyggnationen medförde att gravens exakta läge inte längre var känt.
Den 18 november firas i Romersk-katolska kyrkan Petrus- och Paulusbasilikornas invigningsdag, det vill säga Peterskyrkan och San Paolo fuori le Mura.